# Józef Janta
Józef Janta (ur. 18 grudnia 1943 w Piekarach Śląskich) – polski działacz samorządowy i partyjny, były I sekretarz Komitetu Miejskiego PZPR w Radzionkowie, w latach 70. i 80. prezydent Piekar Śląskich.

## Życiorys
Syn Romana i Jadwigi. Ukończył studia magisterskie, w latach 1971–1974 studiował w Wyższej Szkole Nauk Społecznych przy KC PZPR w Warszawie. W 1968 wstąpił do Polskiej Zjednoczonej Partii Robotniczej. Był instruktorem Komitetu Powiatowego PZPR w Tarnowskich Górach. Następnie od listopada 1974 do 1975 I sekretarz Komitetu Miejskiego PZPR w Radzionkowie (utracił stanowisko po włączeniu Radzionkowa w granice Bytomia). W czerwcu 1975 krótko sekretarz ds. ekonomicznych Komitetu Miejskiego PZPR w Tarnowskich Górach. Pomiędzy 1975 a 1978 objął funkcję prezydenta Piekar Śląskich. Zakończył jej pełnienie najwcześniej w 1981, a najpóźniej w 1983, kiedy stanowisko zajmował Andrzej Wiorek. Od 1981 do 1983 był pierwszym prezesem Stowarzyszenia Miłośników Ziemi Piekarskiej.